# 205ª Brigata fucilieri motorizzata cosacca delle guardie
La 205ª Brigata autonoma fucilieri motorizzata cosacca delle guardie (in russo 205-я отдельная гвардейская мотострелковая казачья бригада?, 205-ja otdel'naja gvardejskaja motostrelkovaja kazač'ja brigada, unità militare 74814) è un'unità di fanteria meccanizzata delle Forze terrestri russe, subordinata alla 49ª Armata combinata del Distretto militare meridionale e con base a Budënnovsk.

## Storia
La brigata è stata fondata il 1 maggio 1995 a Groznyj, nel corso della prima guerra cecena, a partire da battaglioni e compagnie provenienti dalla 167ª e 131ª Brigata fucilieri motorizzata e dal 723º Reggimento della 16ª Divisione corazzata delle guardie. È stata immediatamente coinvolta nel conflitto, combattendo in Cecenia fino al novembre 1996. In seguito l'ufficiale politico della brigata Vjačeslav Izmailov avrebbe descritto la sua unità come "marmaglia mal addestrata" capace soltanto di "riempire la Cecenia di cadaveri". La reputazione della brigata era tale che durante la guerra era soprannominata "Duecento ubriachi" (in russo Двести пьяная?, Dvesti p'janaja) per la somiglianza fra la parola russa per "ubriaco" e quella per "quinta" dalla sua numerazione. La brigata ha svolto un importante ruolo durante la battaglia di Groznyj del 1996, formando tre distaccamenti per riconquistare la città dopo l'occupazione di diverse posizioni da parte dei ceceni. Durante l'assalto al quartiere governativo nella notte fra il 7 e l'8 agosto i reparti russi sono caduti in molteplici imboscate, subendo gravi perdite anche a causa del fuoco amico, fra cui anche due comandanti di battaglione e un loro vice. Successivamente la brigata è riuscita ad occupare il quartiere ed allestire una difesa a 360 gradi.
Dopo il termine della guerra la brigata è stata ritirata presso Budënnovsk, sua attuale sede, a poca distanza dal confine ceceno. Qui i soldati non hanno trovato caserme e sono stati costretti a dormire nelle tende da campo. Il basso morale dell'unità ha portato a numerosi episodi di ubriachezza, indisciplina e corruzione. La disciplina era applicata severamente, con un comandante di battaglione che rinchiudeva i soldati abitualmente assenti senza permesso in una stanza e li picchiava personalmente. Entro il 1999 la situazione è gradualmente migliorata, grazie all'arrivo di nuovi ufficiali e al congedo dei militari a contratto che avevano combattuto durante la prima guerra cecena.
Il 23 settembre 1998 la brigata è stata insignita del titolo di "cosacca", e i suoi battaglioni sono stati dedicati rispettivamente ai Cosacchi del Don (1387º), del Kuban' (1393º), del Terek (1394º) e di Astrachan' (28º corazzato). La brigata ha stabilito stretti rapporti con i Cosacchi registrati della Federazione Russa nei primi anni 2000, e oltre 1350 cosacchi hanno servito nell'unità.
Nel 1999 la brigata è stata coinvolta nella guerra del Daghestan e nella seconda guerra cecena, contrastando le incursioni dei miliziani ceceni nel Daghestan fra agosto e settembre. In seguito all'ingresso dell'esercito russo in Cecenia ha combattuto fino alla conquista di Groznyj nel gennaio 2000.
La brigata ha preso parte alla guerra russo-georgiana del 2008. Nel 2009 è stata standardizzata e i suoi battaglioni hanno perso le loro numerazioni originarie. In seguito alla reintroduzione della coscrizione in Cecenia nel 2014 molti ceceni hanno prestato servizio nella brigata, dove si sono verificate tensioni etniche fra il personale russo e i coscritti del Caucaso settentrionale. In particolare sono state riportate discriminazioni nei confronti dei ceceni a causa del crescente etnonazionalismo russo e dell'attitudine anti-cecena dell'ufficiale politico della brigata.
Elementi della brigata hanno preso parte all'intervento russo nella guerra civile siriana, dove il capo di stato maggiore di un battaglione, capitano Nikolaj Afanasov, è stato ucciso da un colpo di mortaio il 10 luglio 2017 mentre prestava servizio come consigliere militare presso le forze armate siriane nel Governatorato di Hama.

### Guerra russo-ucraina
A partire dal 24 febbraio 2022 la brigata è stata impiegata durante l'invasione russa dell'Ucraina, prendendo parte agli scontri nella regione di Zaporižžja e alla battaglia di Mariupol'. Dopo la caduta della città è stata trasferita nella parte settentrionale della regione di Cherson, dove alla fine di giugno è stata respinta dai contrattacchi della 63ª Brigata meccanizzata ucraina. Il 19 agosto è stato ucciso il capo di stato maggiore e vice comandante del battaglione corazzato della brigata, maggiore Michail Karičev. 30 agosto un bombardamento di artiglieria ucraino ha colpito il centro comunicazioni della brigata, uccidendo 12 militari fra cui il vice comandante, tenente colonnello Achmed Tokbaev. In seguito alla controffensiva nell'Ucraina meridionale, durante la quale fra settembre e ottobre ha subito gravi perdite ad opera della 128ª Brigata d'assalto da montagna, si è ritirata oltre la sponda sinistra del Dnepr all'inizio di novembre. In seguito è stata schierata nell'area di Nova Kachovka, dove è rimasta di stanza anche nel corso dell'anno successivo. A giugno 2023 i comandanti del 1º Battaglione, che controllava il settore meridionale della centrale idroelettrica di Kachovka, sono stati accusati di essere responsabili della distruzione della diga e della conseguente disastrosa inondazione a valle dell'omonimo bacino idrico. Ad agosto la brigata ha subito numerose perdite a causa dalle incursioni condotte delle forze ucraine nei pressi del villaggio Kozaži Laheri. Tali perdite sono state ripianate integrando il 1218º Reggimento fucilieri motorizzato (unità militare 29600), formato nell'oblast' di Penza con personale mobilitato. Il 13 dicembre 2024 la brigata è stata insignita del titolo di unità delle guardie. Il 21 aprile 2025 è stato ucciso al fronte il comandante del 1º Battaglione della brigata, tenente colonnello Kirill Varlamov.

## Struttura
- Comando di brigata[25]
- 1º Battaglione fucilieri motorizzato "Astrachan"
- 2º Battaglione fucilieri motorizzato "Don"
- 3º Battaglione fucilieri motorizzato "Kuban"
- Battaglione corazzato (T-72B3)
- Gruppo d'artiglieria
  - Batteria controllo e ricognizione di artiglieria
  - 1º Battaglione artiglieria semovente (2S3 Akatsiya)
  - 2º Battaglione artiglieria semovente (2S3 Akatsiya)
  - Battaglione artiglieria lanciarazzi (BM-21 Grad)
  - Battaglione artiglieria controcarri (MT-12 Rapira)
- Gruppo difesa aerea
  - Plotone controllo e ricognizione radar
  - Battaglione missilistico contraereo (Tor-M2)
  - Battaglione artiglieria missilistica contraerei (9K35 Strela-10 e 2K22 Tunguska)
- Battaglione ricognizione "Terek"
- Battaglione genio
- Battaglione comunicazioni
- Battaglione manutenzione
- Battaglione logistico
- Compagnia comando
- Compagnia guerra elettronica
- Compagnia UAV
- Compagnia difesa NBC
- Compagnia cecchini
- Compagnia medica

## Comandanti
- Maggior generale Valerij Nazarov (1995-1997)
- Colonnello Sergej Mišanin (1997-1998)
- Maggior generale Sergej Derepko (1998-2000)
- Maggior generale Sergej Tulin (2000-2002)
- Maggior generale Sergej Istrakov (2002-2003)
- Maggior generale Aleksandr Lapin (2004-2006)
- Maggior generale Konstantin Kastornov (2006-2008)
- Maggior generale Grigorij Tjurin (2008-2011)[26]
- Maggior generale Andrej Ivanaev (2011-2012)[26]
- Maggior generale Vladimir Donskich (2012-2015)
- Maggior generale Oleg Cokov (2015-2018)
- Colonnello Nikolaj Lega (2018-2019)
- Colonnello Dmitrij Ovčarov (2019-2021)
- Colonnello Eduard Šandura (2021-2022)[27]